# Lijst van burgemeesters van Nieuwkuyk
Dit is een lijst van burgemeesters van de voormalige Nederlandse gemeente Nieuwkuyk tot die gemeente in mei 1935 opging in de gemeente Vlijmen.
| Ambtsperiode | Naam burgemeester                 | Partij of stroming | Bijzonderheden                                          |
| ------------ | --------------------------------- | ------------------ | ------------------------------------------------------- |
| 1811 - 1832  | Willem Pullen                     |                    | maire/schout/burgemeester                               |
| 1832 - 1841  | Hermanus (H.) van den Brandt      |                    |                                                         |
| 1841 - 1850  | Adriaan (A.) de Hoog              |                    |                                                         |
| 1850 - 1854  | Nicolaas (N.) van Beijnen         |                    |                                                         |
| 1854 - 1866  | G. van der Brand                  |                    |                                                         |
| 1866 - 1901  | Johannes (J.) van der Aa          |                    |                                                         |
| 1901 - 1915  | Petrus Johannes van den Broek     |                    |                                                         |
| 1915 - 1933  | Cornelis Franciscus van den Broek |                    |                                                         |
| 1933 - 1935  | Gerard (G.R.) van der Ven         |                    | waarnemend, tevens burgemeester van Vlijmen (1907-1942) |